# Peter Rothe (Geologe)
Peter Rothe (* 2. August 1936 in Berlin) ist ein deutscher emeritierter Ordinarius für Geologie an der Universität Mannheim.
Er studierte in Frankfurt am Main und München und promovierte 1965 mit einer Arbeit über die Kanaren. Danach war er Assistent an der Universität Heidelberg und Unesco-Experte beim Programm der Wassererschließung auf den Kanaren. Nach der Habilitation 1972 über Tiefseesedimente aus der Gegend der Kapverdischen und Kanarischen Inseln arbeitete er langjährig im internationalen Tiefseebohrprogramm mit. Von 1975 bis 2001 war er ordentlicher Professor an der Universität Mannheim, von 1982 bis 1985 auch Prorektor.
Peter Rothe ist Herausgeber der Sammlung geologischer Führer und Autor von mehreren geologischen Fachbüchern. Sein Buch Erdgeschichte. Spurensuche im Gestein wurde 2001 von der Zeitschrift Bild der Wissenschaft als Wissenschaftsbuch des Jahres ausgezeichnet. Seit 2005 arbeitet er in Vollzeit ehrenamtlich an den Reiss-Engelhorn-Museen Mannheim. Seit 2006 organisiert er dort eine Vortragsreihe zur Geologie. Ab 1990 war er Schriftleiter der Mitteilungen des Oberrheinischen Geologischen Vereins, dessen Ehrenmitglied er seit 2006 ist.
Peter Rothe ist seit 1966 mit der Altistin Ortrun Wenkel verheiratet.

## Werke
- Gesteine. Entstehung, Zerstörung, Umbildung. 3. Auflage, Primus, Darmstadt 2010, ISBN 978-3-89678-688-3
- Kanarische Inseln. Borntraeger, Berlin 1996, ISBN 978-3-443-15064-8
- Die alttertiäre Fossillagerstätte Sieblos an der Wasserkuppe, Rhön (Hrsg., mit Erlend Martini). Hessisches Landesamt f. Umwelt u. Geologie, Wiesbaden 1998, ISBN 978-3-89531-806-1
- Erdgeschichte. Spurensuche im Gestein. 2. Auflage, Primus, Darmstadt 2009, ISBN 978-3-89678-658-6
- Die Geologie Deutschlands, 48 Landschaften im Portrait. 4. erweiterte und aktualisierte Auflage, Primus Verlag, Darmstadt 2012, ISBN 978-3-86312-337-6
- Die Erde. Alles über Erdgeschichte, Plattentektonik, Vulkane, Erdbeben, Gesteine und Fossilien. 2. Auflage, Primus, Darmstadt 2009, ISBN 978-3-534-23080-8.
- Schätze der Erde : die faszinierende Welt der Rohstoffe. Primus, Darmstadt 2010, ISBN 978-3-89678-704-0.
- Geschichte der Erde, Primus, Darmstadt 2010, ISBN 978-3-89678-825-2
- Geschichte der Erde, auditorium maximum, Darmstadt 2011, ISBN 978-3-654-60187-8
- Quastenflosser und Nacktpflanzen: Das Devon, Biologie in unserer Zeit, Band 33, 2003, S. 107–115
- Überschwemmungen, eine Eiszeit und die Eroberung des Festlandes: Ordovizium und Silur, Biologie in unserer Zeit, Band 38, 2008, S. 330–337
- Lebensspuren im Stein (Hrsg. zusammen mit Volker Storch und Claudia von See). Wiley-VCH, Weinheim 2014, ISBN 978-3-527-32766-9.
- Die Erde. Alles über Erdgeschichte, Plattentektonik, Vulkane, Erdbeben, Gesteine und Fossilien. Neuausgabe 2015, Theiss, Darmstadt 2015, ISBN 978-3-8062-3192-2.
- Allgemeine Geologie. WBG, Darmstadt 2015, ISBN 978-3-534-26432-2.